# IC 335

صورة للمجرة آي سي 335 التقطها تلسكوب هابل الفضائي.

مجرة أي سي 335 أو IC 1963 (بالإنجليزية: IC 335 أو IC 1963) هي مجرة محدبة ترى في اتجاه قطرها، وهي من نوع هابل S0 . ترى المجرة آي سي 335 في اتجاه كوكبة الكور في نصف الكرة السماوية الجنوبية. تبعد عن المجموعة الشمسية نحو 60 مليون سنة ضوئية. أي أنها بعيدة عن مجرتنا مجرى درب التبانة التي يبلغ قطرها نحو 100.000 سنة ضوئية. ولكن آي سي 335 مسجلة أيضا تحت اسم "إف سي سي 153" في كتالوج |إف سي سي " مع اعتبارها خطأ بأنها تنتمي إلى مجموعة مجرات الكور.
اكتشفها العالم الفلكي «لويس سويفت» في يزم 15 أكتوبر 1887. بعد ذلك بـ 10 سنوات، في 7 سبتمبر 1897، رصدها سويفت مرة ثانية ولكنه نسي أنه قد اكتشفها من قبل وسجلها هذه المرة بالرمز آي سي 1963 .

## اقرأ أيضا
- مجرة انفجار نجمي
- مجرة محدبة
- مسييه 102
- نجم
- مجرة
- قزم أبيض
- عملاق أحمر
- الانفجار العظيم
- خط زمني للانفجار العظيم
- نجم نيوتروني
- ثقب أسود